# 金融教育
金融教育（きんゆうきょういく）とは、お金や金融の様々なはたらきを理解し、それを通じて自分の暮らしや社会について深く考え、自分の生き方や価値観を磨きながら、より豊かな生活やよりよい社会づくりに向けて、主体的に行動できる態度を養う教育である。

## 概要
- 通貨学習
- 購買学習
- 貯蓄学習

## 日本の状況
金融広報中央委員会（※日本銀行に事務局を置く組織）は平成17年度（2005年度）を「金融教育元年」と位置づけ、学校における金融教育の推進に重点を置いた活動を展開している。2007年には、同委員会が「『金融教育プログラム』–社会の中で生きる力を育む授業とは–」を発行し、小学校・中学校・高等学校における金融教育の指導計画例を示している。
- 小学校 - 校外買物学習
- 中学校 - 調理販売学習
- 高等学校 - 商業経済・簿記・珠算・マーケティング　など

2017～2019年(平成29～31年)の一連の学習指導要領改訂(下掲)において、小学校から高校までそれぞれの家庭科科目の中で金融教育を体系的に習得することが定められた。本要領に基づく教育は、小学校は2020年度、中学校は2021年度、高校は2022年度から開始した。
2024年4月、金融サービスの提供及び利用環境の整備等に関する法律に基づく認可法人金融経済教育推進機構が設立され、10月金融広報中央委員会は業務を移管して解散した。
金銭の計画的な使い方については、こづかいなど児童に取扱いが任された金銭に着目して購入の時期や金額を考えたり、購入のための貯蓄をしたりして、無駄のない使い方をすることが必要であることを理解できるようにする。—小学校 家庭科　「C. 消費生活・環境」-「(1) 物や金銭の使い方と買物」、【家庭編】小学校学習指導要領（平成29年告示）解説
計画的な金銭管理の必要性については、収支のバランスを図るために、生活に必要な物資・サービスについての金銭の流れを把握し、多様な支払い方法に応じた計画的な金銭管理が必要であることを理解できるようにする。—中学校 技術・家庭　「第3節 家庭分野」-「C. 消費生活・環境」-「（1）金銭の管理と購入」、【技術・家庭編】中学校学習指導要領（平成29年告示）解説
家計管理については、収支バランスの重要性とともに、リスク管理も踏まえた家計管理の基本について理解できるようにする。その際、生涯を見通した経済計画を立てるには、教育資金、住宅取得、老後の備えの他にも、事故や病気、失業などリスクへの対応が必要であることを取り上げ、預貯金、民間保険、株式、債券、投資信託等の基本的な金融商品の特徴（メリット・デメリット）、資産形成の視点にも触れるようにする。—高校 家庭基礎　「C. 持続可能な消費生活・環境」-「(1) 生活における経済の計画」、【家庭編】高等学校学習指導要領（平成30年告示）解説
生涯を見通した生活における経済の管理や計画、リスク管理の考え方については、人生を通して必要となる費用はライフステージごとに異なることについて理解して生涯収支に関心をもつようにするとともに、将来の予測が困難な時代におけるリスク管理の考え方について理解できるようにする。また、生涯を見通した経済計画を立てるには、教育資金、住宅取得、老後の備えの他にも、事故や病気、失業などのリスクへの対応策も必要であることについて理解し、預貯金、民間保険、株式、債券、投資信託等の基本的な金融商品の特徴（メリット・デメリット）、資産形成の視点にも触れながら、生涯を見通した経済計画の重要性について理解できるようにする。—高校 家庭総合　「C. 持続可能な消費生活・環境」-「(1) 生活における経済の計画」、【家庭編】高等学校学習指導要領（平成30年告示）解説

## 世界の状況
英国では、2014年9月から、公立学校のカリキュラムに金融教育が盛り込まれた。
- 開発途上国への寄付　など

2013年にMoney Advice Serviceが設立され、2019年に年金関連の相談を受け持つThe Pensions Advice Service 及びPension Wiseを統合する形でMoney and Pensions Service(MaPS)が設立された。